# 한시법
한시법(限時法)은 유효기간이 명기되어 있는 법률이다. 한시법의 개념에 대해서는 협의로 해석하는 견해와 광의로 해석하는 견해가 대립되고 있다. 협의의 한시법은 형벌법규에 유효기간이 명시되어 있는 것을 말하고, 광의의 한시법은 협의의 한시법 이외에 유효기간이 사실상 제한되는 법령, 즉 임시법을 포함한다. 한국에는 한시법의 개념을 협의로 파악하고 있다.

## 참고 문헌
- 손동권, 『체계적 형법연습』, 율곡출판사, 2005. (ISBN 8985177915)